# Лурье, Анатолий Исакович
Анато́лий Исаа́кович Лурье́ (6 (19) июля 1901, Могилёв — 12 февраля 1980, Ленинград) — советский учёный в области теоретической и прикладной механики, член Национального комитета по теоретической и прикладной механике, член-корреспондент АН СССР по Отделению технических наук (теоретическая и прикладная механика) с 10 июня 1960 года.

## Биография
Родился в семье врача Исаака Анатольевича (Айзика Нафтульевича) Лурье (Лурья; 1866, Могилёв — 1947, Ленинград) и Розалии Осиповны Гранат (1870—1943).
В 1918 году начал работать секретарём в Отделе народного образования при Могилёвском окружном исполкоме. С 1920 по 1923 год учился в Уральском горном институте (Екатеринбург). В 1923 году перешёл в Ленинградский политехнический институт (ЛПИ), который окончил в 1925 году.
В 1926 году женился на двоюродной сестре Берте Яковлевне Гранат.
В 1925—1941 годах — в ЛПИ (аспирант, ассистент, доцент, и. о. профессора, с 1935 года — профессор, заведующий кафедрой теоретической механики). В 1935 году утверждён в звании профессора, в 1939 году без защиты диссертации присуждена учёная степень доктора технических наук. С 1933 по 1941 год — профессор Военно-электротехнической академии имени С. М. Будённого, с 1938 по 1941 — профессор Ленинградского государственного университета.
В 1941—1944 годах работал заведующим кафедрой теоретической механики в Уральском индустриальном институте имени С. М. Кирова.
С 1944 по 1977 год работал заведующим кафедрой «Динамика и прочность машин» ЛПИ. Кафедра была организована в 1934 году на основе специальности «Динамические явления в машинах и механизмах», которую открыл в 1930 году в рамках Отделения технической механики Ленинградского физико-механического института заведующий Отделением известный советский учёный-механик, заслуженный деятель науки, проф. Е. Л. Николаи.
Кафедра вела подготовку инженеров-физиков по специальности «Динамика и прочность машин». Примерно в то же время эта специальность появилась в Харьковском политехническом институте и лишь спустя почти 30 лет — в 1961 году в Московском высшем техническом училище.
В 1960 году в связи с расширением тематики научных работ и педагогической деятельности кафедра «Динамика и прочность машин» ЛПИ была переименована в кафедру «Механика и процессы управления».
Вошёл в Первоначальный состав Национального комитета СССР по теоретической и прикладной механике (1956). С 1955 по 1960 год — старший научный сотрудник Института электромеханики. В 1960 году избран членом-корреспондентом АН СССР.
А. И. Лурье принадлежат результаты фундаментальной важности в теории упругости, теории колебаний и теории устойчивости, теории автоматического управления, теории тонких стержней, теории толстых плит и теории оболочек.
Уже в первых учебниках по механике, которые А. И. Лурье написал в соавторстве с Л. Г. Лойцянским, были очень удачно увязаны классические достижения механики с потребностями современной техники.
Профессор А. И. Лурье написал фундаментальные труды по теоретической и аналитической механике, теории колебаний, операционному исчислению и теории автоматического регулирования, теории оболочек, линейной и нелинейной теории упругости
Награждён двумя орденами Трудового Красного Знамени и медалями.
Похоронен на Комаровском кладбище.

## Семья
Двоюродный брат — филолог и историк античности Соломон Яковлевич Лурье. Дядя — генерал-губернатор Австралии Зельман Коуэн.
Дети — дочь Соня, сын Константин.

## Память
«Высшим научным званием и должностью <… А. И. Лурье> было его собственное имя»— В. В. Новожилов

## Основные труды
- Николаи Е. Л., Лурье А. И. Вибрации фундаментов рамного типа. — Л.-М.: Госстройиздат. 1933. 83 с.
- Лойцянский Л. Г., Лурье А. И. Теоретическая механика. — Л.-М.: ГТТИ. — В 3-х частях: Ч.1, 1932—307 с.; Ч.2, 1933—452 с.; Ч.3, 1934—624 с.
- Лурье А. И. Статика тонкостенных упругих оболочек. — М.: Гостехиздат. 1947. 252 с.
  - Lur’e A.I. Statics of Thin-walled Elastic Shells. State Publishing House of Technical and Theoretical Literature, Moscow, 1947; translation, AEC-tr-3798, Atomic Energy Commission, 1959.
- Лурье А. И. Некоторые нелинейные задачи теории автоматического регулирования. — М.: Гостехиздат. 1951. 216 c.
- Лурье А. И. Операционное исчисление и его приложения к задачам механики. — М.: ГИТТЛ. 1951. 432 с.
- Лурье А. И. Пространственные задачи теории упругости. — М.: ГИТТЛ. 1955. 492 с.
- Лойцянский Л. Г., Лурье А. И. Курс теоретической механики. В 2-х томах (5 издание). — М.: ГИТТЛ. 1955. 380 с., 596 с.
  - Лойцянский Л. Г., Лурье А. И. Курс теоретической механики. В 2-х тт. Серия «Классики отечественной науки». Т. 1. Статика и кинематика, 9-е издание. — М.: Дрофа, 2006. 448 с. Т. 2. Динамика, 7-е издание. — М.: Дрофа, 2006. 720 с.
- Лурье А. И. Аналитическая механика. ГИФМЛ. 1961. — 824 с.
  - Lurie A.I. Analytical Mechanics. Springer. Berlin. 2002. 864 p.
- Лурье А. И. Теория упругости. М.: Наука, 1970. — 940 с.
  - Lurie A.I. Theory of Elasticity. Springer. Berlin. 2005. 1050 p.
- Лурье А. И. Нелинейная теория упругости. — М.: Наука, 1980. — 512 с.
  - Lurie A.I. Nonlinear theory of elasticity. North-Holland. Amsterdam. 1990. 617 p.